# Bimatoprost
Bimatoprost (Lumigan) je analog prostaglandina. On je prolek koji se koristi topikalni (u obliku kapi za oči) za kontrolu progresa glaukoma i okularne hipertenzije. On redukuje intraokularni pristisak (IOP) putem povećanja odliva fluida iz očiju. Poznato je da se koristi za produžavanje trepavica. FDA je odobrila ovaj način primene decembra 2008. Kozmetička formulacija bimatoprosta je u prodaji pod imenom Latis. Tokom perioda od 2008 - 2011, utvrđeno je da bimatoprost ima sposobnost redukovanja masnog tkiva.

## Literatura
- Chen M, Cheng C, Chen Y, Chou C, Hsu W (2006). „Effects of bimatoprost 0.03% on ocular hemodynamics in normal tension glaucoma.”. J Ocul Pharmacol Ther. 22 (3): 188—93. PMID 16808680. doi:10.1089/jop.2006.22.188.
- Kruse P, Rieck P, Sherif Z, Liekfeld A (2006). „Cystoid macular edema in a pseudophakic patient after several glaucoma procedures. Is local therapy with bimatoprost the reason?”. Klinische Monatsblätter für Augenheilkunde. 223 (6): 534—7. PMID 16804825. doi:10.1055/s-2005-858992.
- Steinhäuser S (2006). „Decreased high-density lipoprotein serum levels associated with topical bimatoprost therapy.”. Optometry. 77 (4): 177—9. PMID 16567279. doi:10.1016/j.optm.2006.02.001.
- Park J, Cho HK, Moon JI (2011). „Changes to upper eyelid orbital fat from use of topical bimatoprost, travoprost, and latanoprost.”. Japanese Ophthalmological Society. 55 (1): 22—27. PMID 21331688. doi:10.1007/s10384-010-0904-z.
- Jayaprakasam A, Ghazi-Nouri S (2010). „Periorbital fat atrophy - an unfamiliar side effect of prostaglandin analogues.”. Orbit. 29 (6): 357—359. PMID 21158579. doi:10.3109/01676830.2010.527028.
- Filippopoulos T, Paula JS, Torun N, Hatton MP, Pasquale LR, Grosskreutz CL (2008). „Periorbital changes associated with topical bimatoprost.”. Ophthalmology Plastic and Reconstructive Surgery. 24 (4): 302—307. PMID 18645437. doi:10.1097/IOP.0b013e31817d81df.

## Spoljašnje veze
- -{Wired Science: FDA Seizes Cosmetic That Can Blind. Brandon Keim. November 19, 2007

}-
|  | Molimo Vas, obratite pažnju na važno upozorenje u vezi sa temama iz oblasti medicine (zdravlja). |